# Schizophthirus singularis
Schizophthirus singularis är en insektsart som beskrevs av Sosnina 1984. Schizophthirus singularis ingår i släktet Schizophthirus och familjen gnagarlöss. Inga underarter finns listade i Catalogue of Life.